# Есмералда (филм, 1905)
Вижте пояснителната страница за други значения на Есмералда.
„Есмералда“ (на френски: La Esméralda) е десетминутен, френски, чернобял, ням филм от 1905 г., направен по романа „Парижката Света Богородица“ на Виктор Юго. Режисьори на филма са Викторен-Иполит Жасе (1862 – 1913) и първата жена-режисьор в света – Алис Ги-Блаше (1873 – 1968).
Във филма участват двама герои – Есмералда и Квазимодо. Това е най-старата филмова адаптация на романа „Парижката Света Богородица“.